# Herkules Christian Vilhelm Løwe
Herkules Christian Vilhelm Løwe (26. februar 1827 i Vejle – 23. juli 1879) var en dansk handelsgartner.
Han var født i Vejle, hvor hans fader, justitsråd Andreas Løwe (død 1864), var toldkasserer. 1842 kom han i lære hos gartner Kjærbølling på Snoghøj, tog gartnereksamen 1849 og deltog i Treårskrigen 1848-50 som menig i Jægerkorpset. Efter krigen blev han medhjælper og senere bestyrer hos handelsgartner Danckert på Østerbro, og i 1858 etablerede han sig som handelsgartner i ejendommen på Østerbrogade nr. 92-96. I den første tid var det væsentlig køkkenurter og blomster, der blev lagt vind på, men senere udvidedes gartneriet til også at omfatte planteskole og frøhandel. Løwe døde 23. juli 1879.
Han var gift med Erica Petræa Cathrine f. Petersen (30. juni 1837 – 27. april 1876), datter af sognepræst Fr. Chr. Joh. Petersen i Stouby.